# Lea Gottheil
Lea Gottheil (* 19. Juli 1975 in Uster) ist eine Schweizer Schriftstellerin.

## Leben
Gottheil absolvierte nach der Schule eine Ausbildung zur Buchhändlerin.
Sie verfasste zunächst Erzählungen, Kurzgeschichten und Gedichte. Im Jahr 2005 schrieb sie das Drehbuch zum Kurzfilm TraumHaft (Regie: Stefan Muggli). Sie war Autorin des Theaterstücks Handtaschenmonolog, das 2007 unter der Regie von Krishan Krone in Zürich uraufgeführt wurde. Die Musikerin Natascha Stohler komponierte die Musik dazu. 2009 veröffentlichte Gottheil ihren ersten Roman Sommervogel, der im Arche Verlag erschien.
Sie ist Mitglied der Künstlergruppe Index – Wort und Wirkung, der auch die Schriftsteller Simon Froehling und Ulrike Ulrich angehören. Gottheil ist verheiratet und hat zwei Kinder und lebt als Buchhändlerin in Zürich.

## Auszeichnungen
- 2004: Teilnehmerin des 12. open mike 2004 der Literaturwerkstatt Berlin
- 2005: Text des Monats des Literaturhauses Zürich
- 2005: Omanut-Förderpreis des Vereins zur Förderung jüdischer Kunst in der Schweiz
- 2009: Publikumspreis beim Franz-Tumler-Literaturpreis 2009 für den Roman Sommervogel
- 2009:	Förderpreis der Internationalen Bodenseekonferenz
- 2010: Buchpreis Hirzen für den Roman Sommervogel
- 2011: Förderpreis des Rotary Clubs Meilen
- 2013: Anerkennungspreis zum Heinz-Weder-Preis für Lyrik[2]

## Werke
- Sommervogel. Roman. Arche, Zürich 2009, ISBN 978-3-7160-2600-7.
- Gläserne Fuge. Gedichte. Wolfbach, Münchenstein 2018, ISBN 978-3-906929-14-9.